# Segundo Consistório Ordinário Público de 1884

## Cardeais Eleitores
| Nº                  | País               | Nome                                 | Idade              | Cargo                                                    | Título ou Diaconia                                               |
| Cardeais eleitores  | Cardeais eleitores | Cardeais eleitores                   | Cardeais eleitores | Cardeais eleitores                                       | Cardeais eleitores                                               |
| ------------------- | ------------------ | ------------------------------------ | ------------------ | -------------------------------------------------------- | ---------------------------------------------------------------- |
| 1                   | Itália             | Michelangelo Celesia, O.S.B.         | 70                 | Arcebispo de Palermo                                     | Cardeal-presbítero de Santa Priscila                             |
| 2                   | Espanha            | Antolín Monescillo y Viso            | 73                 | Arcebispo de Valência                                    | Cardeal-presbítero de Santo Agostinho                            |
| 3                   | Itália             | Guglielmo Massaia, O.F.M.Cap.        | 75                 | Arcebispo de Estaurópolis                                | Cardeal-presbítero de Santos Vital, Valéria, Gervásio e Protásio |
| 4                   | Áustria            | Cölestin Josef Ganglbauer, O.S.B.    | 67                 | Arcebispo de Viena                                       | Cardeal-presbítero de Santo Eusébio                              |
| 5                   | Espanha            | Zeferino González y Díaz Tuñón, O.P. | 53                 | Arcebispo de Toledo                                      | Cardeal-presbítero de Santa Maria sobre Minerva                  |
| 6                   | Itália             | Carmine Gori-Merosi                  | 74                 | Secretário da Sagrada Congregação Consistorial           | Cardeal-diácono de Santa Maria dos Mártires                      |
| 7                   | Itália             | Ignazio Masotti                      | 67                 | Secretário da Sagrada Congregação dos Bispos e Regulares | Cardeal-diácono de São Cesário em Palatio                        |
| 8                   | Itália             | Isidoro Verga                        | 52                 | Consultor da Sagrada Congregação de Propaganda Fide      | Cardeal-diácono de Santo Ângelo em Pescheria                     |
| Revelado In Pectore |                    |                                      |                    |                                                          |                                                                  |
| 9                   | Itália             | Carlo Laurenzi                       | 63                 | Bispo auxiliar de Perugia                                | Cardeal-presbítero de Santa Anastácia                            |

## Link Externo
- «Catholic Hierarchy» (em inglês)